# Ivar Jacobson
Ivar Hjalmar Jacobson (Ystad, 2 de setembro de 1939) é um cientista da computação sueco.
Concluiu seu mestrado em engenharia eletrônica no Chalmers Institute of Technology de Gotemburgo em 1962 e um Ph.D. no Royal Institute of Technology de Estocolmo em 1985.